# Selección de fútbol de Martinica
La Selección de fútbol de Martinica (en francés: Équipe de Martinique de football) es el representativo deportivo de este Colectividad territorial única francés. Martinica es un miembro asociado a la Concacaf y la CFU, piloteado por la Ligue de Football de Martinique, ella misma bajo el auspicio de la Federación Francesa de Fútbol. Sin embargo no pertenece a la FIFA.

## Historia
A pesar de sus características, Martinica ha tenido una participación destacable en el concierto futbolístico regional. Ha logrado llegar a cuartos de final en la Copa de Oro de la Concacaf en la edición de 2002 y obtuvo el título de la Copa del Caribe de 1993. También organizó la Copa del Caribe de 2010 aunque cayó en la tercera fase a manos de Cuba y Granada quienes se clasificaron a la Copa de Oro de la Concacaf 2011.
Última década: Más relevancia en Concacaf
El equipo ha logrado recientemente destacarse en el área de la Concacaf y no solo en el Caribe, se destacan los logros como el clasificar a la Copa de Oro de la Concacaf 2013 al finalizar en cuarta posición de la Copa del Caribe de 2012. Estuvo muy cerca de pasar a cuartos de final entre los mejores terceros de la justa. Sin embargo la goleada que Cuba le endosó a Belice (4-0) en la última jornada de la primera ronda catapultó a los cubanos a cuartos, en detrimento de los martiniquenses que, al tener la misma diferencia de goles que Cuba (-2), quedaron eliminados por tener un peor ataque (2 goles) contra 5 de los cubanos. Tiempo después logró clasificar a la Copa Oro de la Concacaf 2017, pero le sucedió el mismo caso de su última participación en donde estuvo cerca de calificar como mejor tercero pero debido a la apelación de la Selección de Honduras en contra de su similar de Guayana Francesa por alinear a un jugador indebido (Florent Malouda) no logró dicha clasificación.
El equipo siguió cosechando buenos resultados y consiguió clasificar a la Copa Oro de la Concacaf 2019, su segunda consecutiva, aunque si bien tampoco logró clasificar a la siguiente ronda terminando tercero del grupo (y el formato ya era distinto debido al implemento de más selecciones participantes), se destacó la manera en como enfrentó a México, el gigante de la zona, incluso marcandole dos goles y dejando esa buena impresión en su último partido (3-2). 
También se clasificó a la Liga A de la Liga de Naciones de la Concacaf 2019-20 en donde compartirá división con las mejores selecciones de la zona.

## Últimos partidos y próximos encuentros
Actualizado al último partido jugado el 25 de marzo de 2025
| Fecha      | Ciudad           | Local       | Resultado | Visitante | Competición                  |
| ---------- | ---------------- | ----------- | --------- | --------- | ---------------------------- |
| 17-10-2023 | San Salvador     | El Salvador | 0:0       | Martinica | Liga Naciones Concacaf 23/24 |
| 24-03-2024 | Almere           | Surinam     | 1:1       | Martinica | Partido amistoso             |
| 05-09-2024 | Cd. de Guatemala | Guatemala   | 3:1       | Martinica | Liga Naciones Concacaf 24/25 |
| 09-09-2024 | Fort-de-France   | Martinica   | 2:2       | Guyana    | Liga Naciones Concacaf 24/25 |
| 11-10-2024 | Le Gosier        | Guadalupe   | 0:1       | Martinica | Liga Naciones Concacaf 24/25 |
| 15-10-2024 | Fort-de-France   | Martinica   | 0:0       | Guadalupe | Liga Naciones Concacaf 24/25 |
| 21-03-2025 | Paramaribo       | Surinam     | 1:0       | Martinica | Clasificación Copa Oro 2025  |
| 25-03-2025 | Fort-de-France   | Martinica   | 0:1       | Surinam   | Clasificación Copa Oro 2025  |

## Estadísticas

### Copa de Oro de la Concacaf
| Copa de Oro de la Concacaf | Copa de Oro de la Concacaf | Copa de Oro de la Concacaf | Copa de Oro de la Concacaf | Copa de Oro de la Concacaf | Copa de Oro de la Concacaf | Copa de Oro de la Concacaf | Copa de Oro de la Concacaf |
| Año                        | Ronda                      | J                          | G                          | E                          | P                          | GF                         | GC                         |
| -------------------------- | -------------------------- | -------------------------- | -------------------------- | -------------------------- | -------------------------- | -------------------------- | -------------------------- |
| 1963 - 1989                | No participó               | No participó               | No participó               | No participó               | No participó               | No participó               | No participó               |
| 1991                       | No clasificó               | No clasificó               | No clasificó               | No clasificó               | No clasificó               | No clasificó               | No clasificó               |
| 1993                       | Fase de grupos             | 3                          | 0                          | 1                          | 2                          | 3                          | 14                         |
| 1996                       | No clasificó               | No clasificó               | No clasificó               | No clasificó               | No clasificó               | No clasificó               | No clasificó               |
| 1998                       | No clasificó               | No clasificó               | No clasificó               | No clasificó               | No clasificó               | No clasificó               | No clasificó               |
| 2000                       | No clasificó               | No clasificó               | No clasificó               | No clasificó               | No clasificó               | No clasificó               | No clasificó               |
| 2002                       | Cuartos de final           | 3                          | 1                          | 1                          | 1                          | 2                          | 3                          |
| 2003                       | Fase de grupos             | 2                          | 0                          | 0                          | 2                          | 0                          | 3                          |
| 2005                       | No clasificó               | No clasificó               | No clasificó               | No clasificó               | No clasificó               | No clasificó               | No clasificó               |
| 2007                       | No clasificó               | No clasificó               | No clasificó               | No clasificó               | No clasificó               | No clasificó               | No clasificó               |
| 2009                       | No clasificó               | No clasificó               | No clasificó               | No clasificó               | No clasificó               | No clasificó               | No clasificó               |
| 2011                       | No clasificó               | No clasificó               | No clasificó               | No clasificó               | No clasificó               | No clasificó               | No clasificó               |
| 2013                       | Fase de grupos             | 3                          | 1                          | 0                          | 2                          | 2                          | 4                          |
| 2015                       | No clasificó               | No clasificó               | No clasificó               | No clasificó               | No clasificó               | No clasificó               | No clasificó               |
| 2017                       | Fase de grupos             | 3                          | 1                          | 0                          | 2                          | 4                          | 6                          |
| 2019                       | Fase de grupos             | 3                          | 1                          | 0                          | 2                          | 5                          | 7                          |
| 2021                       | Fase de grupos             | 3                          | 0                          | 0                          | 3                          | 3                          | 12                         |
| 2023                       | Fase de grupos             | 3                          | 1                          | 0                          | 2                          | 7                          | 9                          |
| 2025                       | No clasificó               | No clasificó               | No clasificó               | No clasificó               | No clasificó               | No clasificó               | No clasificó               |
| Total                      | 8/27                       | 23                         | 5                          | 2                          | 16                         | 26                         | 58                         |

### Liga de Naciones de la Concacaf
| Liga de Naciones de la Concacaf | Liga de Naciones de la Concacaf | Liga de Naciones de la Concacaf | Liga de Naciones de la Concacaf | Liga de Naciones de la Concacaf | Liga de Naciones de la Concacaf | Liga de Naciones de la Concacaf | Liga de Naciones de la Concacaf | Liga de Naciones de la Concacaf | Liga de Naciones de la Concacaf |
| Año                             | L                               | G                               | Ronda                           | J                               | G                               | E                               | P                               | GF                              | GC                              |
| ------------------------------- | ------------------------------- | ------------------------------- | ------------------------------- | ------------------------------- | ------------------------------- | ------------------------------- | ------------------------------- | ------------------------------- | ------------------------------- |
| 2019-20                         | A                               | C                               | Segundo lugar                   | 4                               | 0                               | 3                               | 1                               | 4                               | 5                               |
| 2022-23                         | A                               | B                               | Tercer lugar                    | 4                               | 0                               | 1                               | 3                               | 1                               | 9                               |
| 2023-24                         | A                               | A                               | Tercer lugar                    | 4                               | 2                               | 1                               | 1                               | 2                               | 3                               |
| 2024-25                         | A                               | A                               | Cuarto lugar                    | 4                               | 1                               | 2                               | 1                               | 4                               | 5                               |
| Total                           | Total                           | Total                           | 4/4                             | 16                              | 3                               | 7                               | 6                               | 11                              | 22                              |

### Copa de Naciones de la CFU
| Copa de Naciones de la CFU | Copa de Naciones de la CFU | Copa de Naciones de la CFU | Copa de Naciones de la CFU | Copa de Naciones de la CFU | Copa de Naciones de la CFU | Copa de Naciones de la CFU | Copa de Naciones de la CFU |
| Año                        | Ronda                      | J                          | G                          | E                          | P                          | GF                         | GC                         |
| -------------------------- | -------------------------- | -------------------------- | -------------------------- | -------------------------- | -------------------------- | -------------------------- | -------------------------- |
| 1978                       | No clasificó               | No clasificó               | No clasificó               | No clasificó               | No clasificó               | No clasificó               | No clasificó               |
| 1979                       | No clasificó               | No clasificó               | No clasificó               | No clasificó               | No clasificó               | No clasificó               | No clasificó               |
| 1981                       | No clasificó               | No clasificó               | No clasificó               | No clasificó               | No clasificó               | No clasificó               | No clasificó               |
| 1983                       | Campeón                    | 3                          | 2                          | 1                          | 0                          | 5                          | 1                          |
| 1985                       | Campeón                    | 3                          | 2                          | 1                          | 0                          | 5                          | 2                          |
| 1988                       | Tercer lugar               | 3                          | 1                          | 1                          | 1                          | 4                          | 6                          |
| Total                      | 3/6                        | 9                          | 5                          | 3                          | 1                          | 14                         | 9                          |

### Copa del Caribe
| Copa del Caribe | Copa del Caribe | Copa del Caribe | Copa del Caribe | Copa del Caribe | Copa del Caribe | Copa del Caribe | Copa del Caribe |
| Año             | Ronda           | J               | G               | E               | P               | GF              | GC              |
| --------------- | --------------- | --------------- | --------------- | --------------- | --------------- | --------------- | --------------- |
| 1989            | No clasificó    | No clasificó    | No clasificó    | No clasificó    | No clasificó    | No clasificó    | No clasificó    |
| 1990            | Finalista       | 2               | 1               | 1               | 0               | 4               | 2               |
| 1991            | Fase de grupos  | 3               | 1               | 1               | 1               | 4               | 2               |
| 1992            | Tercer lugar    | 5               | 2               | 1               | 2               | 10              | 6               |
| 1993            | Campeón         | 5               | 3               | 2               | 0               | 8               | 3               |
| 1994            | Subcampeón      | 5               | 3               | 1               | 1               | 12              | 10              |
| 1995            | No clasificó    | No clasificó    | No clasificó    | No clasificó    | No clasificó    | No clasificó    | No clasificó    |
| 1996            | Tercer lugar    | 5               | 2               | 1               | 2               | 6               | 4               |
| 1997            | Fase de grupos  | 2               | 1               | 0               | 1               | 2               | 3               |
| 1998            | Fase de grupos  | 3               | 1               | 0               | 2               | 7               | 8               |
| 1999            | No clasificó    | No clasificó    | No clasificó    | No clasificó    | No clasificó    | No clasificó    | No clasificó    |
| 2001            | Tercer lugar    | 5               | 3               | 0               | 2               | 6               | 8               |
| 2005            | No clasificó    | No clasificó    | No clasificó    | No clasificó    | No clasificó    | No clasificó    | No clasificó    |
| 2007            | Fase de grupos  | 3               | 1               | 0               | 2               | 4               | 8               |
| 2008            | No clasificó    | No clasificó    | No clasificó    | No clasificó    | No clasificó    | No clasificó    | No clasificó    |
| 2010            | Fase de grupos  | 3               | 0               | 1               | 2               | 1               | 3               |
| 2012            | Cuarto lugar    | 5               | 2               | 2               | 1               | 5               | 3               |
| 2014            | Fase de grupos  | 3               | 1               | 1               | 1               | 3               | 4               |
| 2016            | Cuarto lugar    | 2               | 0               | 0               | 2               | 1               | 3               |
| Total           | 14/19           | 51              | 21              | 11              | 19              | 73              | 67              |

## Jugadores

### Última convocatoria
Lista de 23 jugadores para disputar la clasificación para la Copa de Oro de la Concacaf 2023.
| No. | Pos. | Jugador                     | Fecha de nacimiento (edad)         | Apa. | Goles | Club           |
| --- | ---- | --------------------------- | ---------------------------------- | ---- | ----- | -------------- |
|     | POR  | Emmanuel Vermignon          | 20 de enero de 1989 (36 años)      | 19   | 0     | Club Colonial  |
|     | POR  | Yannis Clementia            | 5 de julio de 1997 (27 años)       | 5    | 0     | Caen           |
|     | POR  | Théo De Percin              | 1 de febrero de 2001 (24 años)     | 0    | 0     | Auxerre        |
|     |      |                             |                                    |      |       |                |
|     | DEF  | Yordan Thimon               | 10 de septiembre de 1996 (28 años) | 12   | 0     | Golden Lion    |
|     | DEF  | Jean-Claude Junior Michalet | 8 de abril de 2000 (24 años)       | 6    | 2     | Golden Lion    |
|     | DEF  | Patrick Burner              | 11 de abril de 1996 (28 años)      | 6    | 1     | Nîmes          |
|     | DEF  | Jonathan Rivierez           | 18 de mayo de 1989 (35 años)       | 6    | 1     | FBBP01         |
|     | DEF  | Florent Poulolo             | 2 de febrero de 1997 (28 años)     | 5    | 0     | Sigma Olomouc  |
|     | DEF  | Florian Lapis               | 8 de agosto de 1993 (31 años)      | 2    | 1     | Versailles     |
|     | DEF  | Evan Salines                | 26 de marzo de 1998 (27 años)      | 2    | 0     | Golden Lion    |
|     | DEF  | Davy Singama                | 21 de enero de 2001 (24 años)      | 2    | 1     | New Star Ducos |
|     | DEF  | Ronny Labonne               | 14 de septiembre de 1997 (27 años) | 1    | 0     | Nîmes          |
|     |      |                             |                                    |      |       |                |
|     | MED  | Daniel Hérelle              | 17 de octubre de 1988 (36 años)    | 88   | 3     | Samaritaine    |
|     | MED  | Andy Marny                  | 16 de julio de 1995 (29 años)      | 9    | 1     | Club Colonial  |
|     | MED  | Cyril Mandouki              | 21 de agosto de 1991 (33 años)     | 6    | 1     | Paris FC       |
|     | MED  | Jonathan Mexique            | 10 de marzo de 1995 (30 años)      | 5    | 0     | Châteauroux    |
|     | MED  | Karl Fabien                 | 1 de agosto de 2000 (24 años)      | 4    | 2     | Vierzon        |
|     | MED  | Ghislain Arbaut             | 16 de agosto de 1999 (25 años)     | 4    | 0     | Assaut         |
|     | MED  | Thomas Ephestion            | 9 de junio de 1995 (29 años)       | 3    | 0     | Mezőkövesdi    |
|     |      |                             |                                    |      |       |                |
|     | DEL  | Kévin Fortuné               | 6 de agosto de 1989 (35 años)      | 11   | 2     | Orléans        |
|     | DEL  | Brighton Labeau             | 1 de enero de 1996 (29 años)       | 6    | 1     | Lausanne-Sport |
|     | DEL  | Enrick Reuperné             | 3 de agosto de 1998 (26 años)      | 6    | 0     | Assaut         |
|     | DEL  | Stévyne Baker               | 17 de enero de 2001 (24 años)      | 1    | 0     | Diamantinoise  |

### Jugadores con más participaciones
| #   | Nombre                  | Período     | Goles | Partidos Jugados |
| --- | ----------------------- | ----------- | ----- | ---------------- |
| 1.  | Daniel Hérelle          | 2006 -      | 3     | 86               |
| 2.  | José-Karl Pierre-Fanfan | 2006 - 2009 | 5     | 72               |
| 3.  | Sébastien Crétinoir     | 2014 -      | 3     | 62               |
| 4.  | Sébastien Crétinoir     | 2010 -      | 9     | 56               |
| 5.  | Kévin Parsemain         | 2008 -      | 35    | 55               |
| 6.  | Patrick Percin          | 2001 - 2019 | 15    | 50               |
| 7.  | Karl Vitulin            | 2010 -      | 2     | 50               |
| 8.  | Eddy Heurlié            | 2002 - 2019 | 0     | 50               |
| 9.  | Jordy Delem             | 2012 -      | 7     | 45               |
| 10. | José Goron              | 2002 -      | 16    | 43               |

### Máximos Anotadores
| #   | Nombre                  | Período     | Goles | Partidos Jugados |
| --- | ----------------------- | ----------- | ----- | ---------------- |
| 1.  | Kévin Parsemain         | 2008 -      | 35    | 55               |
| 2.  | José Goron              | 2002 -      | 16    | 43               |
| 3.  | Patrick Percin          | 2001 - 2019 | 15    | 50               |
| 4.  | Ludovic Clément         | 2005 -      | 11    | 24               |
| 5.  | Stéphane Abaul          | 2010 -      | 9     | 56               |
| 6.  | Steeve Gustan           | 2006 - 2017 | 8     | 39               |
| 7.  | Jordy Delem             | 2012 -      | 7     | 45               |
| 8.  | Gaël Germany            | 2003 -      | 6     | 34               |
| 9.  | Yann Girier-Dufournier  | 2003 -      | 6     | 11               |
| 10. | José-Karl Pierre-Fanfan | 2006 - 2009 | 5     | 72               |

## Entrenadores
- Raymond Destin (1993)
- Louis Marianne (1998)
- Saint-Hubert Reine Adélaïde (2001)
- Théodore Antonin (2002-03)
- Henry Alonzeau (2004)
- Guy-Michel Nisas (2008-10)
- Patrick Cavelan (2011-13)
- Louis Marianne (2014-16)
- Mario Bocaly (2017-21)[8]
- Marc Collat (2021-)

## Palmarés

### Selección Mayor (Absoluta)
- Copa del Caribe (1): 1993.
  - Subcampeón: 1994.
- Campeonato de la CFU (2): 1983 y 1985.
- Coupe de l'Outre-Mer (1): 2010.
  - Subcampeón: 2008 y 2012.